# Ellenfeldstadion
Das Ellenfeldstadion ist ein Fußballstadion in der saarländischen Stadt Neunkirchen. Es bietet heute Platz für 21.600 Zuschauer. Der Hauptnutzer ist der Fußballverein Borussia Neunkirchen, der dort auch insgesamt drei Jahre lang seine Spiele der Bundesliga austrug. Der sportliche Absturz der Borussia verhinderte einen stetigen Stadionausbau, so gibt es z. B. bis heute kein Flutlicht.

## Geschichte
Das erste Spiel im Ellenfeld fand am 7. April 1912 gegen die Fußballmannschaft des 6. Königlich-Sächsischen Infanterie-Regiments Nr. 105 aus Straßburg statt. Die offizielle Einweihung des damaligen „Borussia-Sportplatzes“ war aber erst am 14. Juli 1912, als im Ellenfeld die ersten nationalen olympischen Wettkämpfe stattfanden. Während des Ersten Weltkrieges wurde die Anlage als Viehweide und Sportplatz für englische Offiziersgefangene genutzt. 1920 kamen zu einem Freundschaftsspiel gegen den ungarischen Club MTK Budapest (3:2) erstmals 10.000 Besucher ins Stadion.

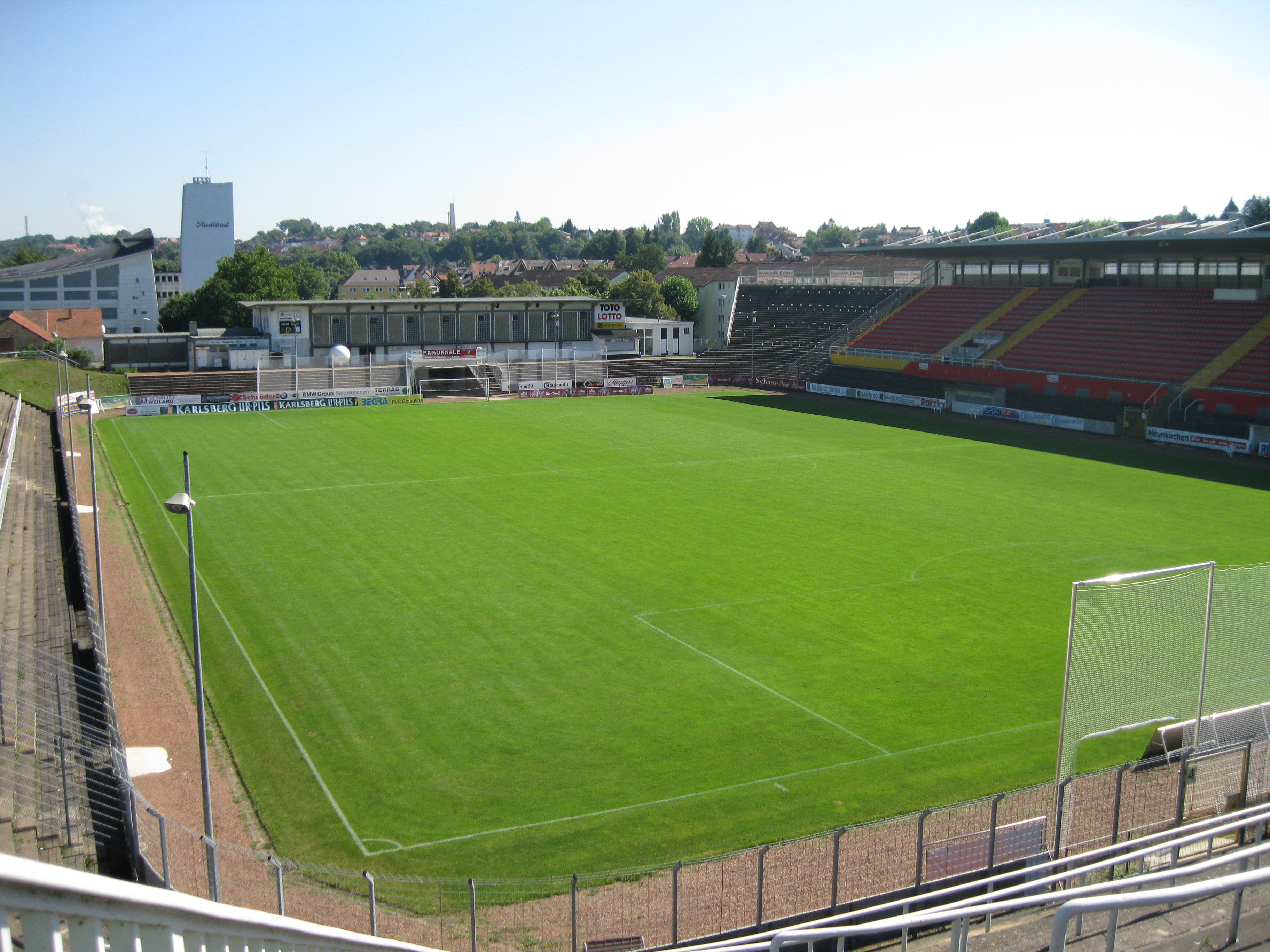
Ellenfeldstadion

1921 bekam das Ellenfeldstadion seine erste Tribüne, die nach englischem Muster gebaut wurde und 4000 Zuschauern Platz bot. Die Tribüne war aus Holz und brannte im Dezember 1928 ab. 1933 wurde gegenüber der alten Tribüne eine neue in Massivbauweise errichtet. Am 13. April des Jahres fand ein Benefizspiel gegen den SK Admira Wien (1:2) für die Hinterbliebenen der 65 Opfer der Gasometerexplosion am 10. Februar 1933 statt. 1948 erwarb der Verein das Stadiongelände und umliegende Parzellen, wobei drei Viertel der Gegengerade und ein Teil der Gästekurve („Spieser Kurve“) im Besitz der Neunkircher Schlossbrauerei blieben. Zu Bundesliga-Zeiten in den 1960er Jahren wurde die Spielstätte auf 30.000 Plätze ausgebaut. 1990 wurde das Stadion wegen drohender Insolvenz für 1,2 Millionen DM an die Stadt Neunkirchen verkauft. 2002 wurde die Haupttribüne grundlegend saniert und erhielt ein neues Dach und rote Schalensitze. Die offiziell höchste Zuschauerzahl mit 33.000 Besuchern wurde am 18. Juni 1967 bei der Aufstiegsrunde zur Bundesliga gegen den FC Bayern Hof erreicht. Am 30. Mai 1970 wurde die WDR-Spielshow Spiel ohne Grenzen im Stadion  ausgetragen. Dort traten im Städtevergleich Neunkirchen gegen Andernach an.

Letztmals ausverkauft war das Ellenfeldstadion am 30. August 2003 im DFB-Pokalspiel der 1. Hauptrunde zwischen Borussia Neunkirchen und dem FC Bayern München (0:5) mit 23.400 Zuschauern. 2012 wurde die Stadionkapazität auf 12.000 Besucher begrenzt. 

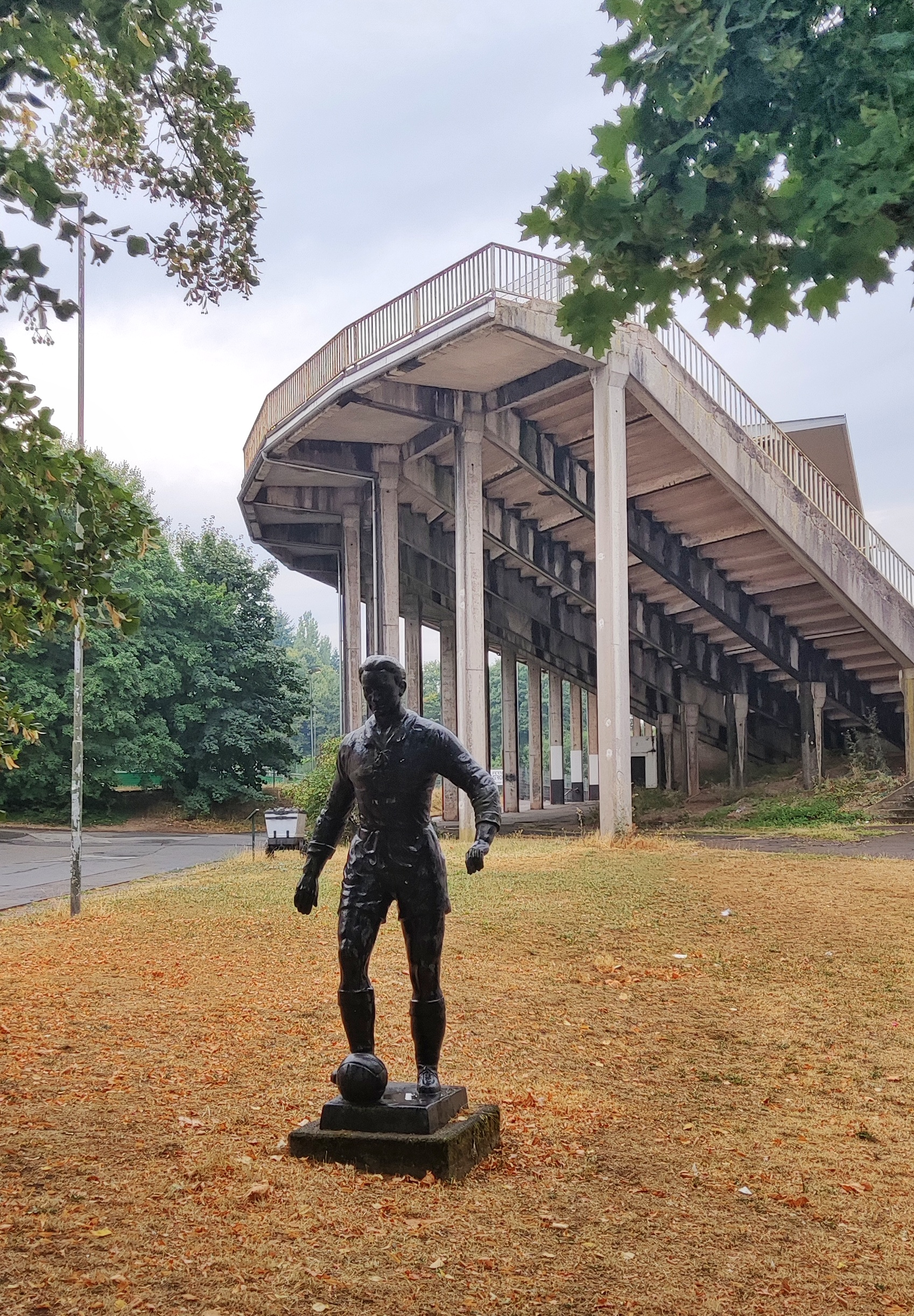
Tribüne Ellenfeldstadion

Die Partien der Saarlandliga der Borussia besuchen im Schnitt rund 500 Zuschauer.
Im Februar 2025 erklärte das Landesdenkmalamt Saarland das Ellenfeldstadion zum Denkmal.